# Julius Albert Siehr
Julius Albert Siehr, né le 27 janvier 1801 à Tilsit et mort le 15 mars 1876 à Gumbinnen, est un fonctionnaire et homme politique prussien. Il est membre du Parlement de Francfort de 1848 à 1849. 

## Biographie
Siehr naît le 27 janvier 1801 à Tilsit dans la province de Prusse-Orientale d'un père conseiller judiciaire. Il étudie le droit à Königsberg de 1818 à 1822, où il est membre de la fraternité étudiante Littuania, avant de devenir fonctionnaire administratif, à Königsberg puis Arnsberg. En 1844, il est nommé conseiller d'État (Regierungsrat) auprès du gouvernement de district de Königsberg en Prusse-Orientale puis, en 1846, haut conseiller d'État (Oberregierungsrat) et directeur du département des affaires intérieures. Plus tard, il travaille auprès du gouvernement de district de Gumbinnen.
En 1848, il est élu député au Parlement de Francfort dans la 4e circonscription du district de Gumbinnen, représentant l'arrondissement de Ragnit, et siège à partir du 9 juin. Membre de la commission financière (Finanzausschuß) à partir du 25 août, il siège avec la fraction Casino (centre-droit). En mars 1849, il vote pour l'élection du roi de Prusse Frédéric-Guillaume IV comme empereur des Allemands, avant de quitter le Parlement le 11 mai. 
Il meurt le 15 mars 1876 à Gumbinnen dans la province de Prusse, à 75 ans.